# Йыэляхтме (волость)
Йы́эляхтме (эст. Jõelähtme) — волость на севере Эстонии в уезде Харьюмаа.

## География
Расположена на севере Эстонии к востоку от Таллина. На севере граничит с Финским заливом на протяжении 42 километров. По территории волости течёт река Йыэляхтме (общая длина 46 км), которая за 3 километра до впадения залив Ихасалу соединяется с рекой Ягала. На западе границей волости является река Пирита.
К волости относятся также 9 малых островов: Рамму (102,6 га), Койпси (34,3 га), Рохуси (12,5 га), Вяйке-Малуси (Пыхья-Малуси, 3,1 га), Суур-Малуси (Лыуна-Малуси, 7,0 га), Аллу (1,6 га), Умблу (1,6 га), Вахекари (0,6 га) и Лайакари (0,2 га).
Площадь волости —  211,41 км², плотность населения в 2021 году составила 31,7 человека на 1 км².

## Населённые пункты
В составе волости два посёлка и 33 деревни.

Посёлки: Костивере, Лоо.

Деревни: Аруару, Ихасалу, Иру, Йыэляхтме, Йыэсуу, Кабернеэме, Каллавере, Койла, Койпси, Кооги, Костиранна, Кулламяэ, Лийвамяэ, Лоо, Маарду, Маннива, Неэме, Нехату, Парасмяэ, Рамму, Ребала, Рохузи, Руу, Саха, Самбу, Уускюла, Вандьяла, Выэрдла, Улгазе, Хаапсе, Хальява, Ягала, Ягала-Йоа.

## Статистика
Данные Департамента статистики о волости Йыэляхтме:
Число жителей на 1 января каждого года:
| Год  | 2016 | 2017   | 2018   | 2019   | 2020   | 2021   | 2022   |
| ---- | ---- | ------ | ------ | ------ | ------ | ------ | ------ |
| Чел. | 6095 | ↗ 6219 | ↗ 6333 | ↗ 6516 | ↗ 6553 | ↗ 6692 | ↗ 6969 |

Число рождений:
| Год           | 2016 | 2017 | 2018 | 2019 | 2020 |
| ------------- | ---- | ---- | ---- | ---- | ---- |
| Живорождённых | 85   | ↘ 71 | ↗ 86 | ↘ 74 | ↗ 75 |

Число смертей:
| Год     | 2016 | 2017 | 2018 | 2019 |
| ------- | ---- | ---- | ---- | ---- |
| Умерших | 54   | ↘ 40 | ↗ 47 | ↗ 59 |

Зарегистрированные безработные:
| Год  | 2016 | 2017  | 2018  | 2019  | 2021 (август) |
| ---- | ---- | ----- | ----- | ----- | ------------- |
| Чел. | 99   | ↗ 106 | ↗ 109 | ↗ 122 | ↗ 241         |

Средняя брутто-зарплата работника:
| Год  | 2016    | 2017      | 2018      | 2019      | 2020      |
| ---- | ------- | --------- | --------- | --------- | --------- |
| Евро | 1244,08 | ↗ 1314,28 | ↗ 1386,62 | ↗ 1453,09 | ↗ 1517,10 |

В 2019 году волость Йыэляхтме занимала 9 место по величине средней брутто-зарплаты среди 79 муниципалитетов Эстонии.
Число учеников в школах:
| Год  | 2016 | 2017  | 2018  | 2019  |
| ---- | ---- | ----- | ----- | ----- |
| Чел. | 624  | ↗ 695 | ↗ 743 | ↗ 781 |

## Достопримечательности
- Каменные могильники Йыэляхтме

Представляют собой наземные надгробные памятники, в середине которых находились каменные ящики, куда помещали умерших (без сожжения). Относятся ко II тысячелетию до н. э. Обнаружены в начале 1980-х годов при расширении Ленинградского шоссе. Поскольку дорогу было невозможно проложить в обход могильников, они были перенесены на 20 метров к югу, затем частично реконструированы. Найденные в могилах предметы экспонируются в расположенном неподалёку музее.
- Памятник Освободительной войне

Копия оригинального памятника, открытого 23 июня 1939 года (эскиз скульптора А. Старкопфа). Снесён в 1941 году, в 1942 году восстановлен в прежнем виде по инициативе местного пастора Э. Петерсоо, в 1948 году взорван советскими пограничниками. Копия обелиска открыта 23 июня 1992 года. В 2003 году внесён в Государственный регистр памятников культуры Эстонии.
- Братская могила погибших во Второй мировой войне

Находится в парке посёлка Лоо. В 1995 года внесена в Государственный регистр памятников культуры Эстонии. Согласно российским военным источникам, в могиле захоронены 60 воинов Красной армии, погибших в ходе сражений Великой Отечественной войны. Братская могила отмечена гранитным памятником в виде обелиска.
- Место захоронения жертв террора

Находится на территории деревни Йыэсуу. В период 1942–1944 годов нацисты убили здесь около 6000 мирных людей (точная цифра неизвестна), от детей до стариков. Среди убитых были евреи, цыгане, французы, поляки, русские, чехи и эстонцы. В 1960 году был установлен памятник из доломита, размещённый на каменном блоке, автор Пауль Мадалик (Paul Madalik). На памятнике надпись: эст. Siin morvati / 6000 Tsehhi, Poola ja / Saksamaa juuti / 1942-1943 / англ. 6000 jews from / Czeckoslovakia, Poland / and Germany were / murdered here. В 1995 году место захоронения внесено в Государственный регистр памятников культуры Эстонии.
- Мыза Маарду

Впервые упомянута в 1397 году. На мызе останавливался царь Пётр Первый и его супруга Екатерина Первая.
- Часовня Саха

Одно из первых христианских сакральных сооружений, построенных на месте древнего эстонского святого места, и полностью сохранившееся до настоящего времени. Построена во второй четверти 15-го столетия. Первоначальная деревянная церковь, построенная примерно в 1220 году, вместе с окружающим кладбищем была сожжена в 1223 году. Согласно народным сказаниям, часовня Саха на 50 лет старше Таллина и была основана епископом Фулько. Этот факт, вероятно, подтверждается археологическими раскопками, проведёнными в 1920-х годах рядом с часовней, где в могилах были найдены украшения (ожерелья, брошь в виде подковы с крестообразным расширением и брошь с крестом), которые могут быть датированы второй половиной XII — началом XIII века. Внесена в Государственный регистр памятников культуры Эстонии.
- Водопад Ягала.

## Галерея
- Остров Рамму
- Деревня Койпси на острове Койпси
- Жилые дома в Кабернеэме
- Мыза Маарду
- Водопад Ягала
- Походная тропа у берега моря
- Поле для гольфа в Йыэляхтме
- Бывшая пограничная смотровая вышка и маяк в деревне Неэме
- В часовне Саха